# Lepidobatrachus laevis
Lepidobatrachus laevis és una espècie de granota que viu a l'Argentina, Bolívia i Paraguai.
Està amenaçada d'extinció per la pèrdua del seu hàbitat natural.